# Султанат Фадли
Султанат Фадли (араб. سلطنة الفضلي‎, Салтана аль-Фадлийа) — арабское государство, существовавшее на территории нынешней мухафазы Абьян в Южном Йемене (с XV века до 1967 года. Во главе султаната стояла династия Аль-Фадли.
Султанат Фадли известен по крайней мере с XV века. Племя Фадли, составлявшее ядро султаната, враждебно восприняло захват англичанами Адена в 1839 году и вплоть до 1865 года совершало регулярные нападения на британцев, однако уже в 1888 году султанат Фадли, вслед за Лахеджем, вошёл в состав Протектората Аден. В 1944 году султан Фадли вынужден был подписать с Великобританией договор, предусматривающий создание при султане должности британского советника, контролирующего внутреннюю политику Фадли. 11 февраля 1959 года султанат Фадли вместе с ещё пятью йеменскими монархиями вошёл в состав учреждённой Федерации Арабских Эмиратов Юга, в 1962 году преобразованной в Федерацию Южной Аравии. Монархия была упразднена в 1967 году, а территория султаната вошла в состав Народной Республики Южного Йемена.

## Султаны Фадли
- ок. ?—1670 гг. — Усман аль-Фадли

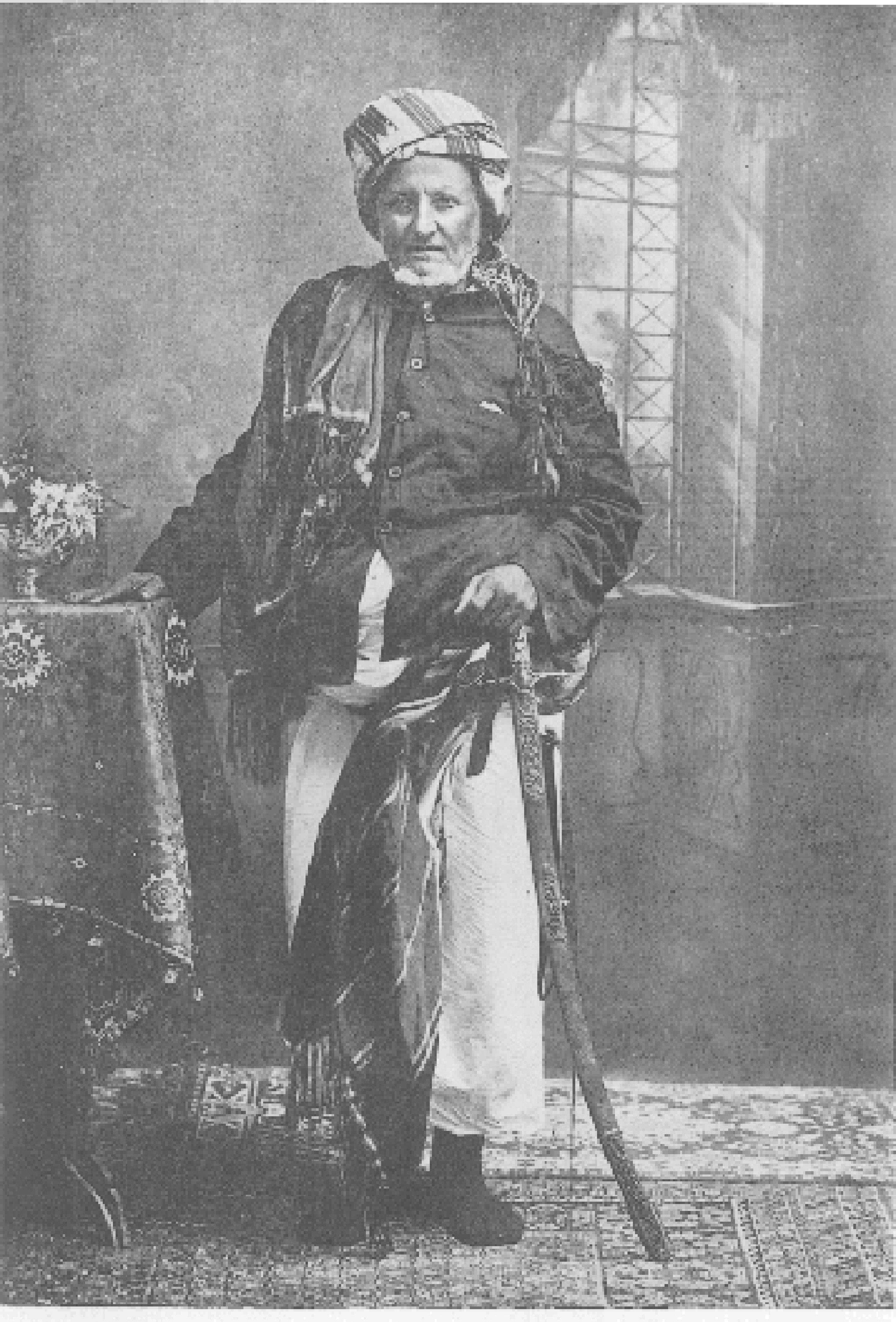
Султан Хусайн бин Ахмад бин Абдаллах аль-Фадли (1907—1924)

- ок. 1670—1700 гг. — Фадл I бин Усман аль-Фадли
- ок. 1700—1730 гг. — Ахмад I бин Фадл аль-Фадли
- ок. 1730—1760 гг. — Абдаллах I бин Ахмад аль-Фадли
- ок. 1760—1789 гг. — Ахмад II бин Абдаллах аль-Фадли
- 1789—1805 гг. — Абдаллах II аль-Фадли
- 1805—1819 гг. — Ахмад III бин Абдаллах аль-Фадли
- 1819—1828 гг. — Абдаллах III бин Ахмад аль-Фадли
- 1828—1870 гг. — Ахмад IV бин Абдаллах аль-Фадли
- 1870—1877 гг. — Хайдра бин Ахмад аль-Фадли
- 1877—1877 гг. — Хусайн I бин Ахмад аль-Фадли
- 1877—1907 гг. — Ахмад V бин Хусайн аль-Фадли
- 1907—1924 гг. — Хусайн I бин Ахмад аль-Фадли
- 1924—1927 гг. — Абд аль-Кадир бин Ахмад аль-Фадли
- 1927—1929 гг. — Абдаллах III бин Хусайн аль-Фадли
- 1929—1933 гг. — Фадл II бин Хусайн аль-Фадли
- 1933—1936 гг. — Абд аль-Карим аль-Фадли
- 1936—1941 гг. — Салих бин Фадл аль-Фадли
- 1941—1962 гг. — Абдаллах IV бин Усман аль-Фадли
- 1962—1964 гг. — Ахмад VI бин Абдаллах аль-Фадли
- 1964—1967 гг. — Насир бин Абдаллах бин Хусайн аль-Фадли (умер 7 января 2009 года)

## Шейх Тарик аль-Фадли
Сын последнего султана Фадли шейх Тарик аль-Фадли проживает в бывшей столице султаната г. Шукра. Он участвовал в Джихаде против советских войск в Афганистане в 80-х годах прошлого века, поддерживал правительство Северного Йемена в войне за отделение, а в 2009 году присоединился к сепаратистскому «Южному движению». В настоящее время шейх Тарик аль-Фадли является главой группировки «Ансар аш-Шариа» («Сторонники шариата»), аффилированной с «Аль-Каидой» на Аравийском полуострове, и фактическим руководителем «Исламского эмирата» Абьян, созданного исламистами в марте 2011 года на территории мухафазы Абьян. По его словам, его сыновья Мухаммад Тарик и Джалалуддин уже ведут Джихад в качестве моджахедов.